# Oclusiva epiglotal
La oclusiva epiglotal es un sonido consonántico usado en algunos idiomas orales. El símbolo en el Alfabeto Fonético Internacional que representa este sonido es ʡ.

## Características

En esta gráfica, la epiglotis está marcada con el número 12.

Características de la oclusiva epiglotal:
- Al ser oclusiva se produce por una detención del flujo de aire y su posterior liberación.
- Se articula con los pliegues ariepiglóticos en contra de la epiglotis.
- no tiene fonación definida, aunque típicamente es sorda lo que significa que se produce sin que vibren las cuerdas vocales. Las "Oclusivas" epiglotales sonoras tienden a ser vibrantes epiglotales simples.
- En vista de que se genera en la garganta, la clasificación de consonante lateral o central no se aplica en este caso.
- Es una consonante oral, lo que significa que el aire solo sale por la boca.
- Es una consonante egresiva es decir, se articula exhalando aire desde los pulmones.

## Ocurrencias
Aunque este sonido no se presenta dentro de la Fonología del español aparece en algunos dialectos del árabe, el hebreo, así como en varias lenguas caucásicas como el checheno. Otros idiomas y algunos ejemplos pueden verse en la siguiente tabla.
| Idioma                 | Idioma  | Palabra  | AFI      | Significado | Notas                                                                                                   |
| ---------------------- | ------- | -------- | -------- | ----------- | --- |
| Aghul                  | Aghul   |          | jaʡ      | 'centro'    | |
| Amis                   | Amis    |          | rumɑʢʡ   | 'casa'      | Posee dos variantes de acuerdo a si el sonido es final (como en el ejemplo): ʢʡ o inicial/intermedio: ʡ |
| Dahalo                 | Dahalo  | [ndoːʡo] | [ndoːʡo] | 'suelo'     | |
| Triqui de Chicahuaxtla |         |          |          |             | |
| Haida                  | Haida   | g̱antl    | [ʡʌntɬ]  | 'agua'      | |
| Jah Hut                | Jah Hut | [ɲhɔːʡ]  | [ɲhɔːʡ]  | 'árbol'     | |